# Bridgend, Aberdeenshire
Bridgend är en ort i Storbritannien.   Den ligger i kommunen Aberdeenshire och riksdelen Skottland, i den norra delen av landet, 700 km norr om huvudstaden London. Bridgend ligger 240 meter över havet och antalet invånare är 740.
Terrängen runt Bridgend är kuperad åt sydväst, men åt nordost är den platt. Runt Bridgend är det glesbefolkat, med 8 invånare per kvadratkilometer. Närmaste större samhälle är Huntly, 5,6 km norr om Bridgend. Trakten runt Bridgend består i huvudsak av gräsmarker.